# 단발

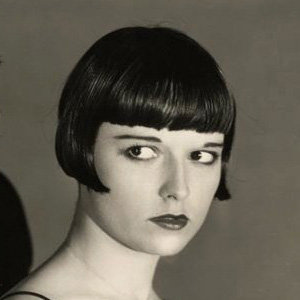
1929년의 루이즈 브룩스의 단발 모습

단발(短拔, bob cut)이란 장발의 반대말으로 보통 사람의 어깨 위쪽까지 단발이라고 한다.

## 단발병
단발병(短拔病)이란 장발이였던 학생이나 어른들이 단발사진을보고 자극을 받아 홧김에 머리카락을 자르는 행동을 단발병이라 지칭한다. 그러나 대부분 말만 하고 안하는 경우가 대부분.

## 같이 보기
- 바비 핀
- 캐런 (속어)
- 페이지보이
- 장발